# 魅紅娘魚
魅紅娘魚，為輻鰭魚綱鮋形目牛尾魚亞目角魚科的其中一種，分布於中西太平洋的菲律賓海域，棲息深度約82公尺，體長可達28公分，為底棲性魚類，屬肉食性。